# Stemastrum boscii
Stemastrum boscii är en svampart som beskrevs av Raf. 1808. Stemastrum boscii ingår i släktet Stemastrum, ordningen Agaricales, klassen Agaricomycetes, divisionen basidiesvampar och riket svampar.   Inga underarter finns listade i Catalogue of Life.